# 仮面ライダーBLACK RX (曲)
「仮面ライダーBLACK RX」（かめんライダー ブラック アールエックス）は、宮内タカユキのシングル。1988年11月21日に日本コロムビアから発売された。型番はCK-823(EP)、CFK-631(CT)。

## 概要
表題曲「仮面ライダーBLACK RX」は、特撮テレビドラマ『仮面ライダーBLACK RX』のオープニングテーマとして使用された。カップリングには、同じく宮内タカユキが歌う同作エンディングテーマ「誰かが君を愛してる」が収録されている。
『超電子バイオマン』の主題歌「超電子バイオマン/バイオミック・ソルジャー」以来となる宮内タカユキによる特撮主題歌であり、宮内タカユキの初の仮面ライダーシリーズ主題歌となっている。編曲は、前作『仮面ライダーBLACK』主題歌「仮面ライダーBLACK」と同じく川村栄二が担当している。川村は、東映プロデューサーの吉川進の意向で主題歌の作曲も担当した。

## 収録曲
（全作詞：康珍化、全編曲：川村栄二、歌：宮内タカユキ）
1. 仮面ライダーBLACK RX
作曲：川村栄二
  - 特撮テレビドラマ『仮面ライダーBLACK RX』オープニングテーマ
2. 誰かが君を愛してる
作曲：林哲司
  - 特撮テレビドラマ『仮面ライダーBLACK RX』エンディングテーマ

## カバー
「百歌声爛 -男性声優編-」
羽多野渉によるカバーヴァージョンの「仮面ライダーBLACK RX」が収録。